# Pożegnanie z panną Syngilu
Pożegnanie z panną Syngilu – książka Jacka Bocheńskiego, pisana w latach 1958-1959, wydana po raz pierwszy w 1960 roku nakładem wydawnictwa „Iskry”. Powieść ubrana w formę reportażu z podróży autora do Afryki (1957). Pierwotnie drukowana w odcinkach w „Przeglądzie Kulturalnym” pod tytułem Słoń a sprawa polska. Cenzura zgodziła się na ten tytuł w wydaniu książkowym pod warunkiem poprzedzenia go zaproponowanym przez wydawcę tytułem afrykańskim – Pożegnanie z panną Syngilu.  

## Treść
Autor był m.in. w Południowym Sudanie i opisał początek I-ej wojny domowej.
Narrator powieści to podróżnik z Polski, który od władz w Chartumie dostał prawo wjazdu do tzw. Obszaru Zamkniętego na Południu. Przedtem razem z nim zwiedzamy kolejno dzielnicę nędzy w Kairze (gdzie bohater spotyka nędzarzy, którzy oczekują od niego pomocy), świątynię Amona-Re w Karnaku (co daje sposobność do przytoczenia historii przewrotu w Tebach, dokonanego przez Amenhotepa IV-ego). Przybywszy do Sudanu narrator przedstawia wybuch wojny domowej, po czym dalsza droga prowadzi go przez Etiopię, Nigerię i Ghanę.
W trakcie podróży mimowolnie przybiera rolę milionera wśród biednych, reprezentanta idei rewolucyjnych, lojalisty wobec rządu, a nawet księdza, czy delegata południowo-sudańskich plemion do Organizacji Narodów Zjednoczonych.
Równolegle do wątku społeczno-politycznego toczy się wątek erotyczny. Tytułowa bohaterka, panna Syngilu, pół-Greczynka, pół-Sudanka, to stewardesa, którą narrator spotyka po raz pierwszy w samolocie lecącym z Egiptu do Sudanu i potem w Chartumie. Staje się ona dla bohatera abstrakcyjnym ideałem, niejako obsesją, do której w trakcie rozwoju akcji wielokrotnie powraca poprzez symboliczne skojarzenia.

## Wydania
- Jacek Bocheński, Pożegnanie z panną Syngilu, Warszawa: Iskry, 1960.
- Jacek Bocheński, Pożegnanie z panną Syngilu, Warszawa: Czytelnik, 1963.

## Tłumaczenia
Powieść została przetłumaczona na język słowacki:  Rozlučka so slečnov Syngilu, Bratislava: Vydavatelstvo Politickej Literatury, 1967.